# Фицгерберт, Аллейн, 1-й барон Сент-Хеленс
Аллейн Фицгерберт, 1-й барон Сент-Хеленс (англ. Alleyne FitzHerbert, 1st Baron St Helens; 1 марта 1753 года, Дерби — 19 февраля 1839 года, Лондон) — британский дипломат и государственный деятель.
Являлся посланником Британии в Российской империи с 1783 по 1787 годы, в Испании — с 1790 по 1794 годы, повторно в России — в 1801—1802 годах. Представлял Британию на ряде переговоров c Европейскими странами. Назначался Главным секретарём по Ирландии и членом Тайного совета Ирландии.
В его честь в 1792 году был назван вулкан Сент-Хеленс, расположенный в штате Вашингтон, США.

## Биография
Получил образование в Школе Дерби (1763—1766), Итонском колледже (1766—1770) и в колледже святого Джона в Кембридже, по окончании которого в 1774 году получил степень бакалавра. В 1777 году ему присуждена степень магистра.
В феврале 1777 года был назначен посланником в Брюссель, где оставался вплоть до августа 1782 года, когда был направлен в Париж в качестве представителя Великобритании на переговорах с Францией и Испанией. 20 января 1783 года был подписан предварительный мирный договор с ними. Сыграл одну из ведущих ролей в переговорах с американскими колониями, закончившихся в дальнейшем заключением Парижского мира (1783). Достигнутые успехи привели к повышению по службе и назначению летом 1783 года чрезвычайным посланником в Россию.
В 1787 году сопровождал императрицу Екатерину II в её путешествии в Крым. Вместе с послами Франции Сегюром и Австрии Кобенцелем входил в интимный кружок Екатерины.
В конце 1787 вернулся в Англию, где был назначен Главным секретарём при лорде-лейтенанте Ирландии и, как следствие, членом Тайного совета.
В мае 1791 был направлен в Мадрид в качестве чрезвычайного посла. Вёл переговоры по урегулированию спора за залив Нутка — территориального спора между Великобританией и Испанией.
За заслуги на дипломатическом поприще в 1791 году ему был пожалован титул барона Сент-Хеленс в пэрстве Ирландии.

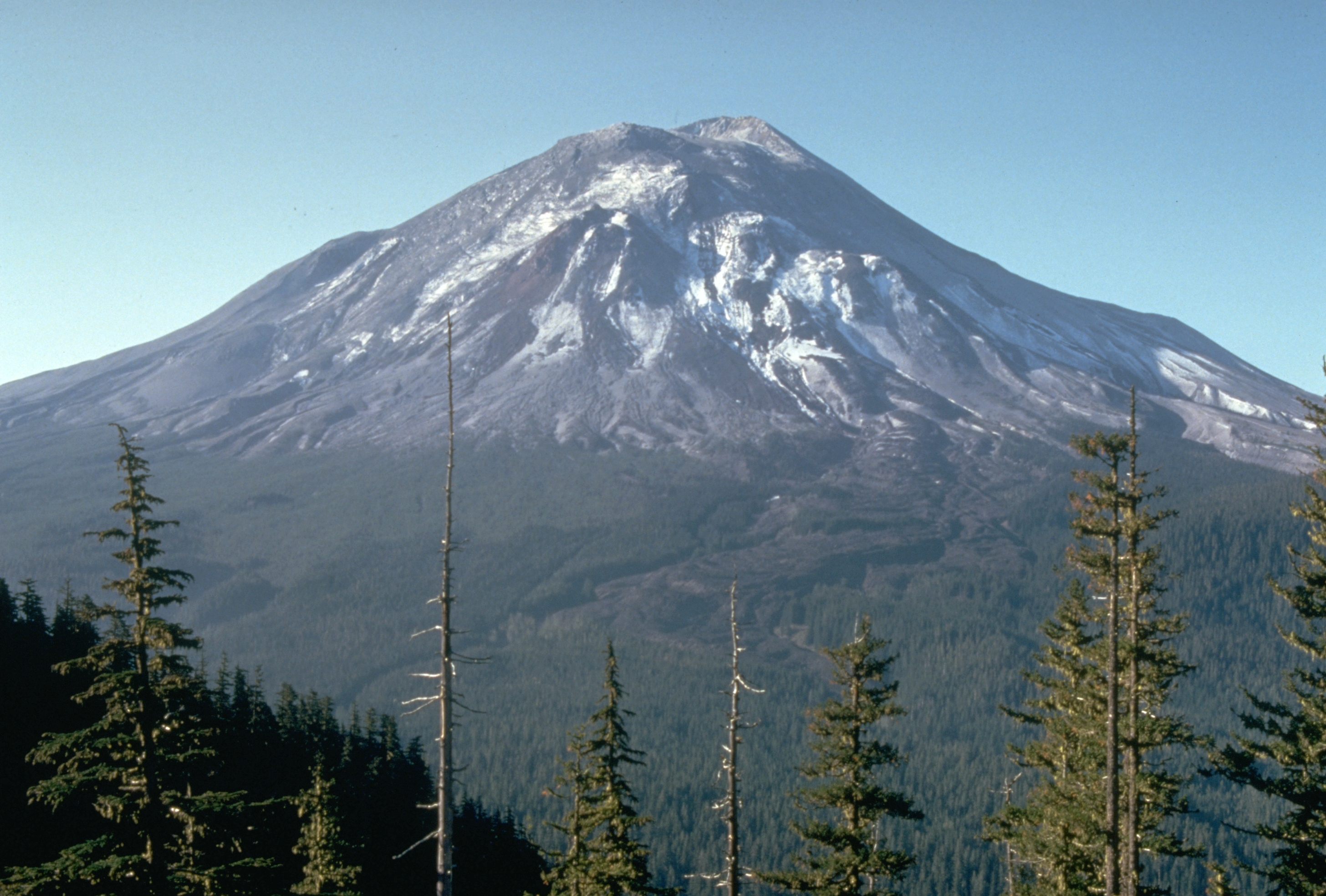
Вулкан Сент-Хеленс за один день до извержения в 1980 году.

Уже в следующем, 1792 году, имя обладателя вновь учреждённого титула было увековечено на географической карте. В этом году морская экспедиция под руководством мореплавателя и исследователя Джорджа Ванкувера на барке «Дискавери» изучала тихоокеанское побережье Северной Америки. 19 октября экспедиция обнаружила ранее неизвестную европейцам горную вершину, а 20 октября Ванкувер, которого с бароном связывали дружеские узы, дал ей имя «Сент-Хеленс». Гора представляет собой активный стратовулкан, расположенный в Каскадных горах и известный катастрофическим (5 баллов по шкале извержений) извержением 18 мая 1980 года.
В 1794 году Сент-Хеленс был направлен в посольство в Гаагу, где находился вплоть до завоевания Нидерландов Францией в 1795 году.
Последнее дипломатическое поручение, выполнявшееся им, было связано с Россией. В апреле 1801 года он прибыл в Санкт-Петербург, чтобы поздравить Александра I с восшествием на престол и подготовить договор между Россией и Англией. 5 (16) июня 1801 года в Петербурге русско-английская конвенция, завершившая межгосударственный кризис, была подписана. В сентябре того же года Сент-Хеленс присутствовал на коронации Александра в Москве, а затем подготовил к заключению конвенции с Данией и Швецией.
В июле 1801 года был удостоен титула барона Сент-Хеленс, Сент-Хеленса на острове Уайт в графстве Саутгемптон (Baron St Helens, of St Helens on the Isle of Wight in the County of Southampton) в пэрстве Соединённого королевства, с предоставлением права заседать в Палате лордов.
В апреле 1803 года покинул дипломатическую службу. Пользовался расположением короля Георга III и его супруги, что проявилось, в частности, в том, что король вопреки мнению У. Питта, бывшего тогда премьер-министром, в мае 1804 года назначил Сент-Хеленса постельничим.
Скончался 19 февраля 1839 года, похоронен на кладбище Кенсал-Грин (Kensal Green Cemetery) в Лондоне. Сент-Хеленс никогда не был женат и не имел детей, вследствие этого после его смерти оба его титула угасли.

## Образ в кино
- «Адмирал Ушаков» (1953) — актёр Пётр Соболевский